# خویشتن‌آگاهی

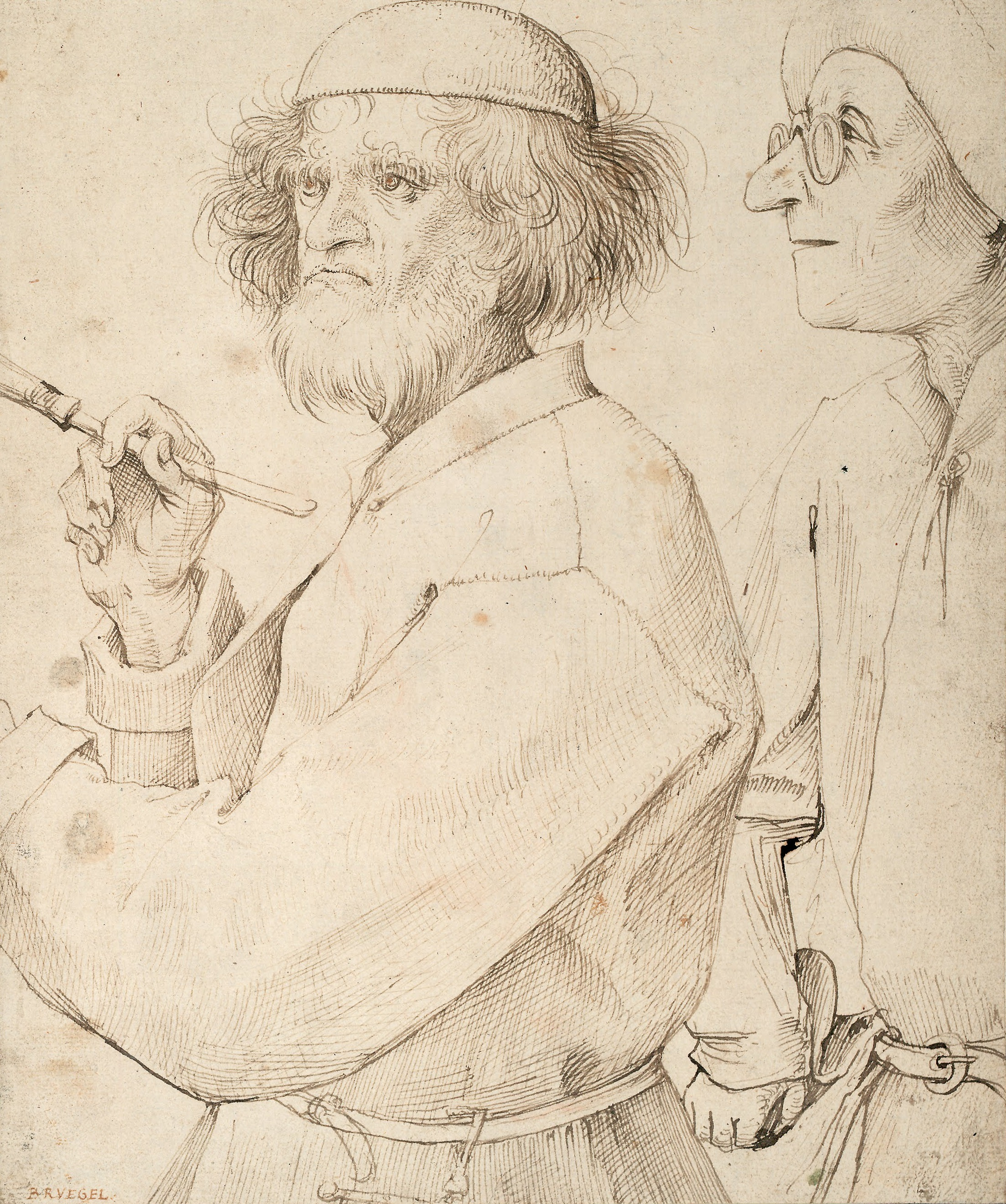
نقاش و خریدار (۱۵۶۵).
این طراحی توسط پیتر بروگل بزرگ، کشیده شده و تصور می‌شود که نقاش یک خودنگاره است.

خویشتن‌آگاهی (به انگلیسی: Self-awareness)، آگاهی از خویشتن، جدا از افکاری است که در نقطه‌ای از زمان در حال روی دادن هستند.خودآگاهی، که به عنوان توانایی شناخت و درک احساسات، افکار و رفتارهای خود تعریف می‌شود.
خویشتن آگاهی یا Self-Awareness به معنای آگاهی از خود و شناخت دقیق احساسات، افکار، و رفتارهای فردی است. خودآگاهی توانایی شناخت و درک شخصیت، احساسات، انگیزه ها و خواسته های خود است. این یک جنبه حیاتی از رشد شخصی و رفاه روانی است که اغلب به عنوان طیفی توصیف می شود که در آن افراد می توانند به طور قابل توجهی در ادراک و درک خود متفاوت باشند. بهبود خودآگاهی یک فرآیند مداوم است که می تواند از طریق شیوه های مختلف افزایش یابد.
خودآگاهی به فرد کمک می‌کند تا احساسات و واکنش‌های خود را شناسایی کند.فرد باید بتواند بداند که چه احساسی دارد و این احساسات چگونه با ارزش‌ها و استانداردهای درونی‌اش همخوانی دارند. این آگاهی شامل درک نقاط قوت و ضعف، علایق، و واکنش‌های احساسی است.
انواع خودآگاهی:
1.خودآگاهی درونی (Internal Self-Awareness): این نوع خودآگاهی به شناخت عمیق از ارزش‌ها، علایق، آرزوها و احساسات فرد اشاره دارد. فرد باید بتواند بداند که چه چیزی او را خوشحال یا ناراحت می‌کند و همچنین نقاط قوت و ضعفش را بشناسد.
2. خودآگاهی بیرونی (External Self-Awareness): این نوع به درک نحوه‌ی مشاهده دیگران از فرد مربوط می‌شود. یعنی فرد باید بداند که دیگران چگونه او را می‌بینند و چه تصوری از او دارند.
بدون خویشتن‌آگاهی، فرد، افکاری را که در حال روی دادن هستند به‌عنوان خویشتن درک و باور می‌کند. خویشتن‌آگاهی به یک فرد امکان انتخاب افکاری که اندیشیده می‌شوند را به‌جای اندیشیدن افکار برانگیخته از رویدادهای انباشته‌شده که منجر به شرایط آن لحظه می‌شوند، می‌دهد. خویشتن‌آگاهی موجب لحظاتِ خاموشِ ظهور، با درک و آگاهی خویشتن از متفکربودن فکرها، به‌جای اندیشه‌هایی که لحظهٔ آگاهی را پر می‌کنند، می‌شود. خویشتن‌آگاهی از خودآگاهی متمایز است. خود آگاهی به شناخت عمیق و احساس و ادراک اشاره می‌کند.